# إزالة السموم (طب بديل)
إزالة السموم (بالإنجليزية: Detoxification)، ويُسمى أحيانا تطهير الجسم هو نوع من أنواع العلاج بالطب البديل والذي يهدف إلى تخليص الجسم من «السموم» بشكل عام والمواد المتراكمة التي يدّعي وجودها أنصار هذا العلاج، وتحديدًا السموم التي قد تؤثر سلبًا على صحة الفرد على المدى القصير أو الطويل. ومن الأنشطة التي تندرج تحت علاج إزالة السموم؛ اتباع نظام غذائي محدد، والصيام، والاستهلاك المتزايد أو التجنب المتشدد لأطعمة معينة (مثل الدهون والكربوهيدرات والفواكه والخضروات والعصائر، الأعشاب، أو الماء)، والعلاج بالاستخلاب وهو عملية إزالة المعادن الثقيلة الزائدة عن حاجة الجسم، وإزالة حشوات الأسنان.
وقد تلقّى مفهوم (إزالة السموم) انتقادات من العلماء والمنظمات الصحية للأساسه العلمي الغير سليم وعدم وجود دليل على المعلومات التي يقدمها مؤيدي هذا المفهوم. عادة ما لا يُعطي مؤيدي هذا العلاج تعريفًا محددًا لكلمة «السموم»، مع غياب الأدلة الكافية على تراكم المواد السامة في جسم المريض بأي شكل. وكانت المنظمة البريطانية (Sense About Science) المهتمة بوصول العلوم المختلفة للعامة بشكل صحيح، والتركيز على أهمية الأدلة العلمية وضرورة اتباع المنهج العلمي لفحص الظواهر والمعارف، والمختصة بالجمع بين العلماء والصحفيين وغيرهم لضمان وصول الأدلة العلمية في طليعة المناقشات العامة حول العلم، وتصحيح المعلومات الخاطئة والغير علمية، قد وصفت نظام (إزالة السموم) بأنه «مضيعة للوقت والمال». في حين وصفت الجمعية البريطانية للتغذية فكرة (إزالة السموم) بالـ«هراء» و «الأسطورة التي خلقها مجال التسويق».

## تاريخيًا
انتشرت في القرن التاسع عشر نظرية التسمم الذاتي ، وهي نظرية تقوم على الاعتقاد بأن الفضلات الموجودة داخل الأمعاء يمكن أن تُسبب تَسمم الجسم وأن وجودها داخل الجهاز الهضمي هو سبب الكثير إن لم يكن كل الأمراض. وانتشرت بناءً على ذلك فكرة تطهير القولون بالعديد من الأساليب البدائية كالحقن الشرجية وتعاطي المواد المسببة للإسهال لتسريع خروج الفضلات من الأمعاء وتخليص القولون من محتوياته وتجنب عملية التسمم الذاتي. وأوقعت هذه الأفكار الكثير من المرضى ضحية لاستغلال للدجالين والمشعوذين، وأُغرقت الأسواق بأجهزة الحقن الشرجية والممارسين للتدليك البطن. واستخدم هؤلاء المشعوذين موادًا غريبة ومختلفة لتسريع عملية خروج الفضلات من القولون ومنها العسل والنبيذ والبيرة، ومواد غير آمنة مثل البول والتبغ.
بشكل غير مفهوم، لم تتلق هذه الشعوذات اعتراضات قوية من أفراد التيار الرئيسي للطب. ولكن هذا الوضع تغير بشكل واضح عام 1906 عندما شكلت الجمعية الطبية الأمريكية هيئة تحقيق، وبدأ أحد أعضاء قيادتها وهو (آرثر ج. تشنج)، حملة ضد مؤيدي نظام (إزالة السموم). ونشرت مجلة الجمعية الطبية الأميركية نقدًا لاذعًا لهذه الأعمال بشكل مستمر. وقد شنت حملة (تشنج) هجومًا ضد نظرية تطهير القولون ومغالطة أن «التسمم الذاتي هو السبب الوحيد للأمراض». في الوقت نفسه، بدأ التحقيق العلمي الدقيق في نظرية التسمم الذاتي للمرة الأولى.

## الأنواع والطرق

### الأنظمة الغذائية
يضع مؤيدي فكرة (إزالة السموم) أنظمًة غذائية يزعمون أن من شأنها إزالة السموم من جسم الإنسان، وذلك بناءً على فكرة عامة هي أن معظم المواد الغذائية تحتوي على ملوثات، مثل النكهات الإضافية، والملونات الغذائية، والمبيدات الحشرية، والمواد الحافظة. وقد يصف بعض العلماء وأخصائيي التغذية، والأطباء «الوجبات الغذائية المزيلة للسموم»، بالغير ضارة ما لم يترتب عليها حالة من سوء التغذية، وويشكك البعض الآخر في قيمة وحاجة «الوجبات الغذائية المزيلة للسموم»، وذلك بسبب عدم وجود ما يدعمها من أدلة واقعية أو منطق متماسك. وقد يحدث في بعض الحالات المرضيّة أن يقوم المريض بتأجيل اللجوء للطبيب المتخصص أو تعاطي العلاج الطبي المثبت فعاليته اعتقادًا منه بفعالية نظام (إزالة السموم) في علاجه من حالته.
وقد تشمل الأنظمة الغذائية المزيلة للسموم مجموعات محدودة للغاية من الأطعمة مثل نظام «صوم العصير» والذي يسمح فيه للشخص بتناول الماء أو العصير فقط. وقد يمنع النظام الغذائي أنوعًا محددة من الأطعمة مثل الدهون والأغذية المصنّعة. وغالبًا ما تحتوي الأنظمة الغذائية المزيلة للسموم على نسبة عالية من الألياف، حيث يدعي المؤيدون أن تناول كميات كبيرة من الأليف يساعد الجسم على حرق الدهون المخزنة والمتراكمة، والسماح لهذه الدهون بالخروج إلى مسار الدم، ومن ثم يمكن التخلص منها عن طريق الجلد والبول والبراز والتنفس.

### تطهير القولون

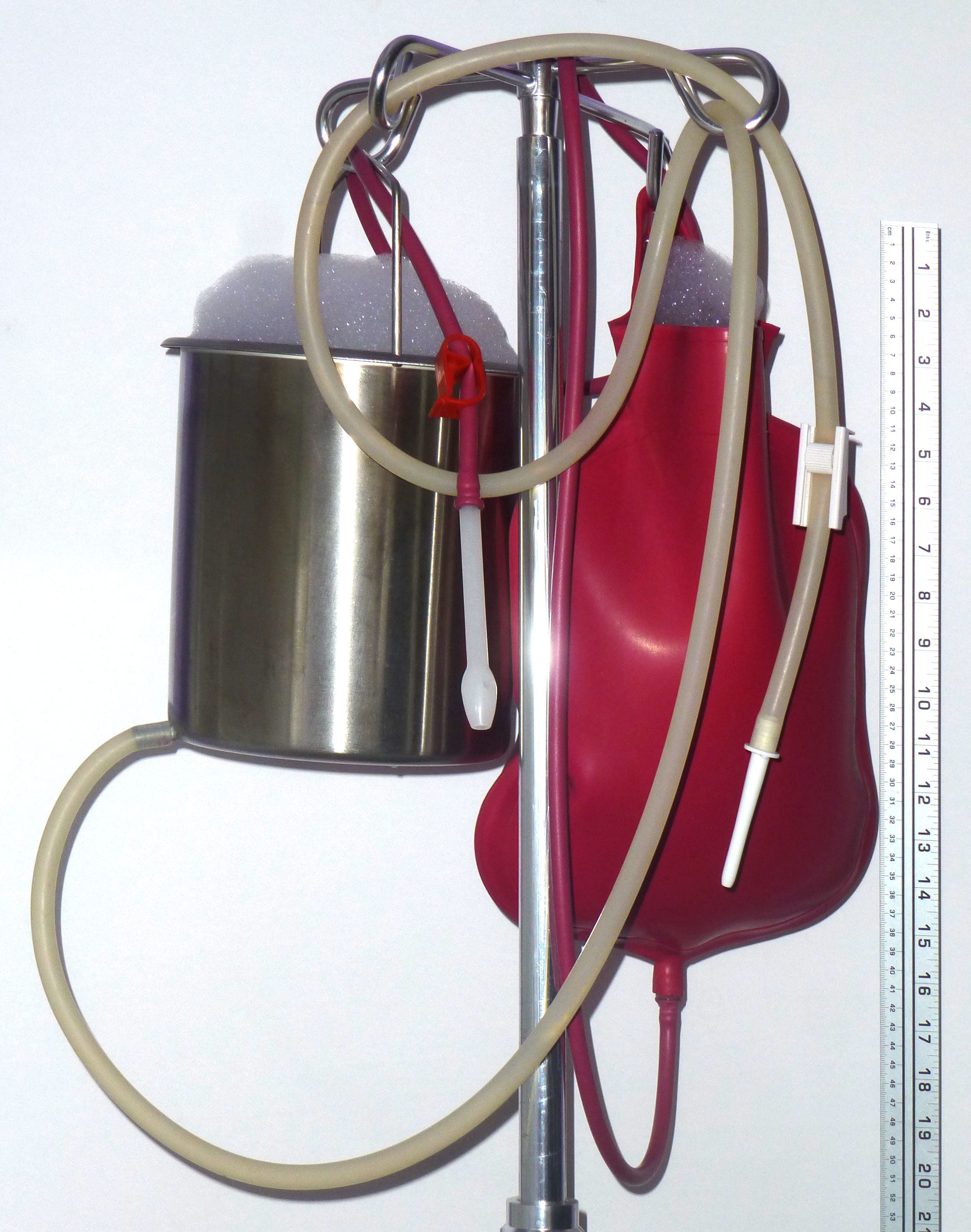
بعض الأدوات المستخدمة في تطهير القولون

و يشمل عددًا من العلاجات البديلة لإزالة «السموم» الغير محددة من القولون والأمعاء. وقد تسمى هذه العلاجات إعلاميًا بتطهير القولون أو المعالجة المائية للقولون، أو ري القولون. وقد تصاعدت معدلات التسويق للمنتجات التي تؤخذ عن طريق الفم بهدف تطهير القولون عبر الإنترنت بدءًا من عام 2000 بشكل واضح.
وتُعد الحقن الشرجية أحد أشكال هذه العلاجات البديلة، حيث يتم ضخ كميات كبيرة من الماء، وأحيانًا الماء المخلوط بالأعشاب في القولون عن طريق المستقيم باستخدام معدات خاصة. وتندرج أيضًا بعض الأغذية تحت مسمى المواد المطهرة للقولون ومنها الألياف الغذائية والأعشاب والمكملات الغذائية، أو الأدوية المُسهِلة. ويعتقد الأشخاص الممارسون لعمليات تطهير القولون أن البراز المتراكم داخل القولون يمكنه أن يبطن جدران الأمعاء الغليظة، وأن هذه التراكمات تؤوي الطفيليات المسببة للأمراض، مما قد يسبب أعراضًا مرَضية غير محددة واعتلال الصحة بشكل عام.
وحتى اليوم لا يوجد دليل علمي يدعم الفوائد المزعومة لتطهير القولون. بل وارتبطت بعض إجراءات تطهير القولون كالحقن الشرجية بعدد من حالات النوبات القلبية واختلال توازن الإلكتروليتات داخل الجسم، بالإضافة إلى حالات العدوى أو إصابات الأمعاء التي قد تتسبب بها الآلات. كما أن تكرار عملية تطهير القولون يمكن أن يؤدي إلى الاعتماد على الحقن الشرجية للتبرز، والاستمرار في تعاطي بعض الأعشاب قد يقلل من فعالية بعض الأدوية.

### علاج بالاستخلاب
العلاج بالاستخلاب هو عملية استخدام مواد طبية معينة تسمى (عوامل الاستخلاب) لإزالة بعض المعادن الثقيلة أو السموم من الجسم، وذلك عن طريق التعاطي بالفم أو حقن العضل أو الوريد حسب نوع الماة التي تم التسمم بها ونوع المستخدمة في العلاج. ولهذه العملية تاريخ طويل من الاستخدام في مجال طب السموم. ويلزن أن تُدار عملية العلاج بالاستخلاب تحت إشراف طبي دقيق للغاية نظرا للمخاطر والآثار الجانبية العديدة والخطيرة لها والتي قد تصل إلى الموت. ونظرًا لتزايد استخدام العلاج بالاستخلاب من قبل المؤيدين للفكرة (إزالة السموم) والممارسين للطب البديل عمومًا وذلك في حالات طبية لا تستلزم أبدًا استخدام إجراءات العلاج بالاستخلاب، فقد أكدت المنظمات الصحية المختلفة أن الأدلة الطبية لا تدعم فعالية العلاج بالإستخلاب لأي غرض سوى علاج حالات التسمم بالمعادن الثقيلة. كما ح/رت الولايات المتحدة الأمريكية بيع وتداول العقاقير المستخدمة في العلاج بالاستخلاب بدون وجود وصفات طبية وتحت إشراب طبي كامل.

### أجهزة إزالة السموم
يتم الترويج تجاريًا لبعض الأجهزة التي يزعم منتجوها أنها قادرة على إزالة السموم من الجسم. ومن أمثلة الأشكال المختلفة لهذه الأجهزة جهاز يقوم بغسل القدمين باستخدام مياه موصل بها تيار كهربائي خفيف، ويحاول منتجي هذه الجهاز إقناع المستخدمين بخروج السموم من أجسادهم بالإشارة إلى اللون البني المتكون عند الأقطاب الكهربية والإشارة إليه بـ«لون السم»، وفي الحقيقة فإن اللون البني المتكون ما هو إلى لون الصدأ المتكون داخل هذا الجهاز  ، ولا علاقة لذلك بأي عملية إزالة سموم من الجسم. هناك أيضَا أحد أشهر أجهزة إزالة السموم شهرة وانتشارًا وهي لاصقة صغيرة يتم وضعها على الجلد (عادًة جلد القدم)، وفي هذه الحالة أيضًا يتم خداع المستخدمين والادعاء بأن اللون الغريب المتكون على اللاصقة هو مجموعة من السموم التي خرجت من الجسم، والحقيقة أن هذا اللون هو نتاج أكسدة بعض مكونات هذه اللاصقة بسبب التعرض لرطوبة الجلد والهواء.

## الأسس العلمية الغير سليمة
توصّل استعراض عام لمجموعة من الأدلة السريرية حول الأنظمة الغذائية المزيلة للسموم تم إجراؤه عام 2015 إلى أنه «في الوقت الحاضر، لا توجد أية أدلة دامغة تدعم استخدام اية أنظمة غذائية لإزالة السموم. وبالنظر إلى التكاليف المالية التي يتحملها المستهلكين، والمخاطر الصحية المحتملة التي قد تنتج عن استهلاك هذه المنتجات، فإنه ينبغي على الأطباء والمتخصصين في مجال الصحة أن يحذروا من اتباع هذه الأنظمة قبل أن تخضع لمراجعة ومراقبة طبية».
وبشكل عام تعرضت فكرة (إزالة السموم) للعديد من الانتقادات لعدم استنادها لأسس علمية سليمة. وعلى وجه الخصوص فإن فرضية تراكم «السموم» بالجسم لا أساس لها، حتى أن المؤيدين للفكرة لا يقدمون تعريفًا أو تحديدًا واضحًا وعلميًا لـ«السموم» التي يتدعون تراكمها في الجسم ، ووفقًا للجمعية البريطانية للتغذية صحيفة فإن:«فكرة التخلص من السموم عمومًا ما هي إلا هراء، فالجسم البشري يمتلك بالفعل أنظمة متطورة لإزالة السموم».
وقد صرّح آلان بوبيس، أستاذ علم السموم بكلية لندن الإمبراطورية بأن: «أنظمة إزالة السموم في الجسم نفسه متطورة بشكل ملحوظ ومتنوعة. ومع ذلك فإن الناس على استعداد للمخاطرة بتعطيل هذه الأنظمة واتباع أنظمة غذائية غير مثبتة الفعالية لمجرد» التخلص من السموم«، والذي يمكن أن يسبب ضررًا أكثر مما قد ينفع».
وقد قام المؤلف الأمريكي والمهتم بمجال الشكوكية العلمية براين دانينغ بالتحقيق في موضوع (إزالة السموم) عام 2008 وخَلص إلى أن «على أي شخص مهتم بإزالة السموم من جسمه أن يزيد من الاهتمام بجسمه وأن يقلل من الاهتمام بمن يحاولون الحصول على أمواله... لماذا يجد الكثير من الناس راحة أكبر لما يجدونه في الإعلانات، وليس لما يجدونه في نصيحة الطبيب الخاص بهم؟ لأن نصائح الأطباء لا تحوي إجابات سهلة ومزيّنة لإرضاء المريض، بل تُثقلهم بمسئولية ممارسة عادات طبية صحيحة».
وعلى الرغم من غياب الأساس العلمي السليم الذي تستند إليه فكرة (إزالة السموم)، إلا أنه وحتى اليوم لا تزال ممارسة إزالة السموم من ممارسات الطب البديل الرائجة بين العامة. وكما هو الحال مع بعض العلاجات الطب البديل أخرى، فإن فعالية هذه الممارسات تُعزى إلى تأثير العلاج الوهمي أو الإيحاء بسبب الدعاية الشعبية الزائفة، وتحسين الحالة النفسية، أو التحسّن التدريجي والتلقائي من المرض والذي كان يمكن أن يحدث دون استخدام المنتج.